# 名賀郡
名賀郡为過去位於日本三重縣西部的郡，已於2004年11月1日因無管轄町村而被廢除。
在1896年成立時的轄區包括現在的名張市全部地區及伊賀市南半部地區。

## 歷史

### 沿革

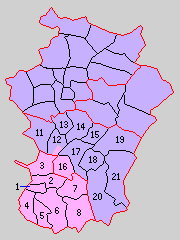
1896年名賀郡轄下的行政區劃：
1.名張町、2.藏持村、3.薦原村、4.錦生村、5.瀧川村、6.箕曲村、7.比奈知村、8.國津村、11.花垣村、12.古山村、13.豬田村、14.依那古村、15.比自岐村、16.美濃波多村、17.神戶村、18.阿保村、19.上津村、20.種生村、21.矢持村
（桃色：現屬名張市、紫色：現屬伊賀市）

- 1896年4月1日：實施郡制（日语：郡制），名張郡和伊賀郡合併為名賀郡[1]，下設：名張町（日语：名張町）、藏持村（日语：蔵持村）、薦原村（日语：薦原村）、錦生村（日语：錦生村 (三重県)）、瀧川村（日语：滝川村 (三重県)）、箕曲村（日语：箕曲村）、比奈知村（日语：比奈知村）、國津村（日语：国津村）、花垣村（日语：花垣村）、古山村（日语：古山村）、豬田村（日语：猪田村）、依那古村（日语：依那古村）、比自岐村（日语：比自岐村）、神戶村（日语：神戸村 (三重県名賀郡)）、美濃波多村（日语：美濃波多村）、阿保村（日语：阿保町）、上津村（日语：上津村 (三重県)）、種生村（日语：種生村）、矢持村（日语：矢持村）。（1町18村）
- 1920年3月1日：阿保村改制為阿保町（日语：阿保町）。[2]（2町17村）
- 1923年4月1日：廢除郡會和郡參事會。
- 1926年7月1日：廢除郡役所，此後郡不再作為行政區劃，只作為地名的表示。
- 1942年5月5日：藏持村、薦原村、箕曲村被併入名張町。[3]（2町14村）
- 1949年8月1日：名張町原屬箕曲村的區域分出設立箕曲村（日语：箕曲村）。[3]（2町15村）
- 1950年8月1日：豬田村被併入上野市[2]。（2町14村）
- 1951年4月1日：美濃波多村、比奈知村、錦生村被併入名張町。[3]（2町11村）
- 1954年3月31日：名張町、瀧川村、箕曲村、國津村合併為名張市[4]，並脫離名賀郡。（1町8村）
- 1955年1月1日：花垣村、比自岐村、依那古村被併入上野市[2]。（1町5村）
- 1955年3月1日：（1町1村）
  - 阿保町、上津村、種生村、矢持村合併為青山町（日语：青山町）[2]。
  - 神戶村被併入上野市。[2]
- 1957年7月1日：古山村南地區被併入名張市[4]，其餘地區併入上野市[2]。（1町）
- 2004年11月1日：青山町和上野市、阿山郡伊賀町（日语：伊賀町）、島原村（日语：島ヶ原村）、阿山町（日语：阿山町）、大山田村（日语：大山田村 (三重県)）合併為伊賀市[2]，同時名賀郡因無管轄町村而被廢除。

### 變遷表
| 1896年4月1日 | 1896年 - 1912年 | 1912年 - 1944年           | 1945年 - 1954年             | 1945年 - 1954年            | 1955年 - 1989年            | 1989年 - 現在              | 現在                       |
| ------------ | --------------- | ------------------------- | --------------------------- | -------------------------- | -------------------------- | -------------------------- | -------------------------- |
| 箕曲村       | 箕曲村          | 1942年5月5日 併入名張町   | 1949年8月1日 分出設立箕曲村 | 1954年3月31日 合併為名張市 | 1954年3月31日 合併為名張市 | 名張市                     | 名張市                     |
| 名張町       | 名張町          | 名張町                    | 名張町                      | 1954年3月31日 合併為名張市 | 1954年3月31日 合併為名張市 | 名張市                     | 名張市                     |
| 藏持村       | 藏持村          | 1942年5月5日 併入名張町   | 名張町                      | 1954年3月31日 合併為名張市 | 1954年3月31日 合併為名張市 | 名張市                     | 名張市                     |
| 薦原村       |                 | 1942年5月5日 併入名張町   | 名張町                      | 1954年3月31日 合併為名張市 | 1954年3月31日 合併為名張市 | 名張市                     | 名張市                     |
| 錦生村       | 錦生村          | 錦生村                    | 1951年4月1日 併入名張町     | 1954年3月31日 合併為名張市 | 1954年3月31日 合併為名張市 | 名張市                     | 名張市                     |
| 比奈知村     |                 |                           | 1951年4月1日 併入名張町     | 1954年3月31日 合併為名張市 | 1954年3月31日 合併為名張市 | 名張市                     | 名張市                     |
| 美濃波多村   |                 |                           | 1951年4月1日 併入名張町     | 1954年3月31日 合併為名張市 | 1954年3月31日 合併為名張市 | 名張市                     | 名張市                     |
| 瀧川村       |                 |                           |                             | 1954年3月31日 合併為名張市 | 1954年3月31日 合併為名張市 | 名張市                     | 名張市                     |
| 國津村       |                 |                           |                             | 1954年3月31日 合併為名張市 | 1954年3月31日 合併為名張市 | 名張市                     | 名張市                     |
| 古山村       | 古山村          | 古山村                    | 古山村                      | 古山村                     | 1957年7月1日 併入名張市    | 名張市                     | 名張市                     |
| 古山村       | 古山村          | 古山村                    | 古山村                      | 古山村                     | 1957年7月1日 併入上野市    | 2004年11月1日 合併為伊賀市 | 2004年11月1日 合併為伊賀市 |
| 神戶村       | 神戶村          | 神戶村                    | 神戶村                      | 神戶村                     | 1955年3月1日 併入上野市    | 2004年11月1日 合併為伊賀市 | 2004年11月1日 合併為伊賀市 |
| 花垣村       | 花垣村          | 花垣村                    | 花垣村                      | 花垣村                     | 1955年1月1日 併入上野市    | 2004年11月1日 合併為伊賀市 | 2004年11月1日 合併為伊賀市 |
| 依那古村     |                 |                           |                             |                            | 1955年1月1日 併入上野市    | 2004年11月1日 合併為伊賀市 | 2004年11月1日 合併為伊賀市 |
| 比自岐村     |                 |                           |                             |                            | 1955年1月1日 併入上野市    | 2004年11月1日 合併為伊賀市 | 2004年11月1日 合併為伊賀市 |
| 豬田村       | 豬田村          | 豬田村                    | 1950年8月1日 併入上野市     | 1950年8月1日 併入上野市    | 1950年8月1日 併入上野市    | 2004年11月1日 合併為伊賀市 | 2004年11月1日 合併為伊賀市 |
| 阿保村       | 阿保村          | 1920年3月1日 改制為阿保町 | 1920年3月1日 改制為阿保町   | 1920年3月1日 改制為阿保町  | 1955年3月1日 合併為青山町  | 2004年11月1日 合併為伊賀市 | 2004年11月1日 合併為伊賀市 |
| 上津村       |                 |                           |                             |                            | 1955年3月1日 合併為青山町  | 2004年11月1日 合併為伊賀市 | 2004年11月1日 合併為伊賀市 |
| 種生村       |                 |                           |                             |                            | 1955年3月1日 合併為青山町  | 2004年11月1日 合併為伊賀市 | 2004年11月1日 合併為伊賀市 |
| 矢持村       |                 |                           |                             |                            | 1955年3月1日 合併為青山町  | 2004年11月1日 合併為伊賀市 | 2004年11月1日 合併為伊賀市 |